# Aéroport Jorge-Newbery
 (signalé en juillet 2025).
Si vous disposez d'ouvrages ou d'articles de référence ou si vous connaissez des sites web de qualité traitant du thème abordé ici, merci de compléter l'article en donnant les références utiles à sa vérifiabilité et en les liant à la section « Notes et références ».
- Archive Wikiwix
- Bing
- Cairn
- DuckDuckGo
- E. Universalis
- Gallica
- Google
- G. Books
- G. News
- G. Scholar
- Persée
- Qwant
- (zh) Baidu
- (ru) Yandex
- (wd) trouver des œuvres sur Wikidata

Pour les articles homonymes, voir AEP.
L'aéroport Jorge-Newbery (code IATA : AEP • code OACI : SABE • code FA Argent. (es) : AER) est l'aéroport de trafic national et régional de Buenos Aires, en Argentine. Il fut inauguré en 1947, sur des terrains gagnés sur le Rio de la Plata, dans le quartier de Palermo. Il porte son nom en hommage au pionnier de l'aéronautique argentine, Jorge Newbery.
Il a une superficie de 138 hectares, et une piste de 2 260 × 40 mètres.
Le terminal, de 30 000 m2, est divisé en zones A, B et C.
Il s'y déroule plus de 350 vols quotidiens vers diverses villes d'Argentine et d'Uruguay, et occasionnellement vers le Brésil.
C'est une propriété du gouvernement de la ville de Buenos Aires, concédée à l'entreprise Aeropuertos Argentina 2000. Il possède aussi un secteur exclusivement militaire, avec un musée aéronautique.

## Histoire

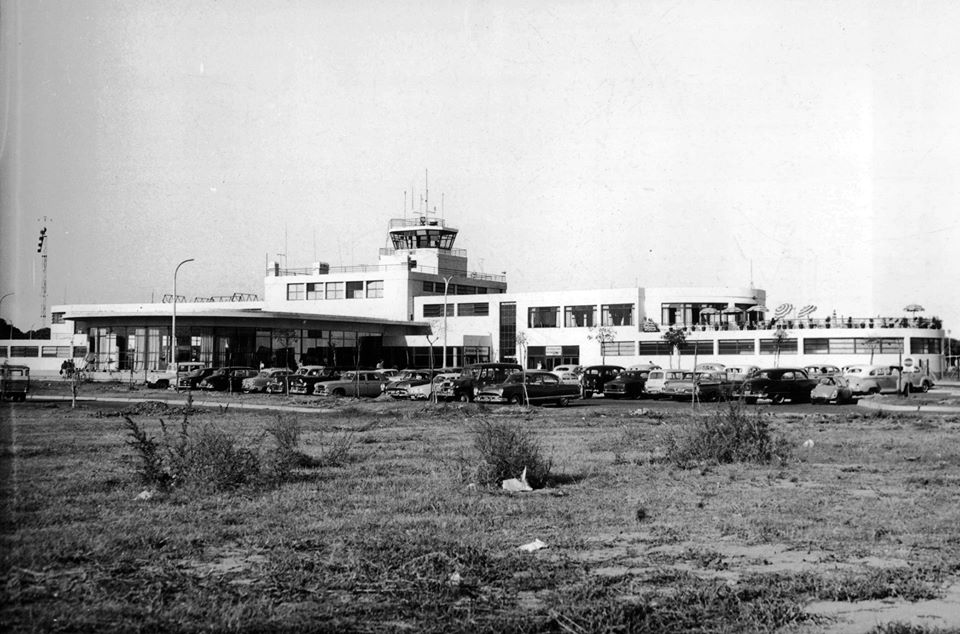
L'aéroport en 1962.

## Statistiques
Le graphique qui aurait dû être présenté ici ne peut pas être affiché car il utilise l'ancienne extension Graph, désactivée pour des questions de sécurité. Des indications pour créer un nouveau graphique avec la nouvelle extension Chart sont disponibles ici.

Voir la requête brute et les sources sur Wikidata.

### Zoom sur l'impact du Covid de 2019-2020
Le graphique qui aurait dû être présenté ici ne peut pas être affiché car il utilise l'ancienne extension Graph, désactivée pour des questions de sécurité. Des indications pour créer un nouveau graphique avec la nouvelle extension Chart sont disponibles ici.

Voir la requête brute et les sources sur Wikidata.

## Situation

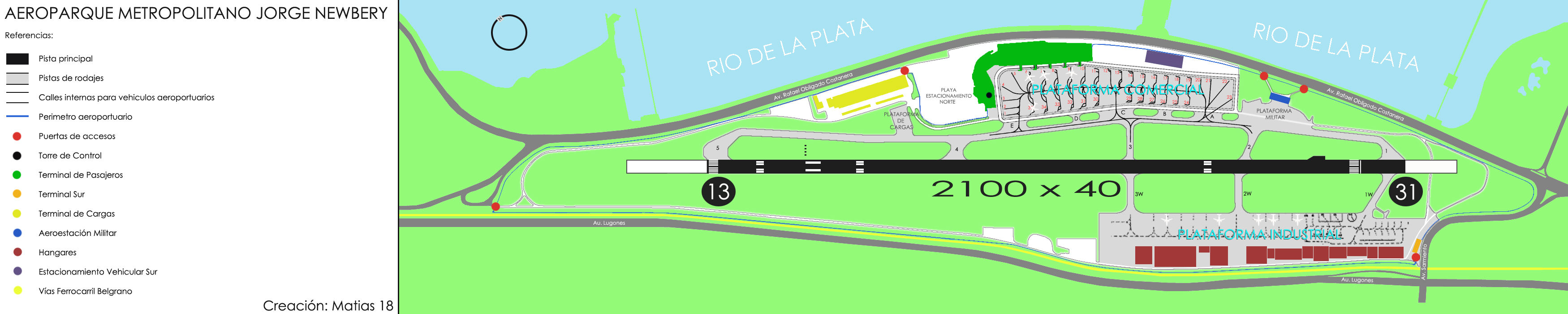
Plan de lAeroparque Metropolitano Jorge Newbery.

| \| 100 km1:20 642 000 \| Bahía Blanca San Carlos de Bariloche Buenos Aires · J.-Newbery Buenos Aires · Ezeiza Buenos Aires · El Palomar Catamarca Comodoro Rivadavia Córdoba Corrientes El Calafate Esquel Formosa Gobernador Gregores San Salvador de Jujuy La Rioja Malargüe Mar del Plata Mendoza Neuquén Paraná Perito Moreno Puerto · Iguazú Puerto Madryn Reconquista Resistencia Río Cuarto Río Gallegos Río Grande Rosario Salta San Juan San Luis San Martín de los Andes San Rafael Santa Fe de la Vera Cruz Santa Rosa Santiago del Estero Sunchales Tandil Termas de Río Hondo Trelew Tucumán Ushuaia Viedma |
| 100 km1:20 642 000 |

## Compagnies et destinations
| Compagnies             | Destinations |
| ---------------------- | --- |
| Aerolíneas Argentinas  | - Asuncion-S.-Pettirossi, - Bahia Blanca, - Bogota-El Dorado, - Brasília, - Catamarca-F. Varela (en), - Comodoro Rivadavia, - Córdoba, - Corrientes, - Curitiba, - El Calafate, - Esquel (en), - Formosa (en), - La Rioja, - Lima-J. Chávez, - Mar del Plata, - Mendoza-El Plumerillo, - Merlo, - Montevideo Carrasco, - Neuquén (en), - Parana (G. Urquiza) (en), - Porto Alegre, - Posadas (en), - Puerto Iguazú, - Puerto Madryn (El Tehuelche) (en), - Aéroport El Jacuel de Punta del Este (es), - Reconquista, - Resistencia, - Rio Cuarto (Area de Material), - Rio de Janeiro/Galeão, - Rio Gallegos-N. Fernández, - Rio Grande, - Rosario - îles Malouines (en), - Salta, - San Carlos de Bariloche (en), - San Juan (en), - San Luis (en), - San Martín de los Andes (Chapelco), - San Rafael (en), - San Salvador de Jujuy (en), - Viru Viru, - Santa Fe (Sauce Viejo), - Santa Rosa, - Santiago du Chili-A.-M.-Benítez, - Santiago del Estero (en), - São Paulo/Guarulhos, - Rio Hondo, - Trelew-Almirante Zar (es), - San Miguel de Tucumán (en), - Ushuaïa, - Viedma (Gobernador Castello) En saison : Florianópolis |
| Flybondi               | - Córdoba, - Corrientes, - Mar del Plata, - Mendoza-El Plumerillo, - Neuquén (en), - Posadas (en), - Puerto Iguazú, - Puerto Madryn (El Tehuelche) (en), - Salta, - San Carlos de Bariloche (en), - San Salvador de Jujuy (en), - Santiago del Estero (en), - San Miguel de Tucumán (en), - Trelew-Almirante Zar (es) En saison : Florianópolis |
| Gol transportes Aéreos | Florianópolis, Fortaleza, Recife, São Paulo/Guarulhos En saison : Salvador de Bahia |
| JetSmart Argentina     | - Asuncion-S.-Pettirossi, - Córdoba, - Corrientes, - El Calafate, - Mendoza-El Plumerillo, - Neuquén (en), - Puerto Iguazú, - Salta, - San Carlos de Bariloche (en), - San Martín de los Andes (Chapelco), - San Salvador de Jujuy (en), - Santiago du Chili-A.-M.-Benítez, - San Miguel de Tucumán (en), - Ushuaïa |
| JetSmart Chile         | Santiago du Chili-A.-M.-Benítez |
| LADE                   | Bahia Blanca, Mar del Plata, Reconquista, San Carlos de Bariloche (en) |
| LATAM Brasil           | Rio de Janeiro/Galeão, São Paulo/Guarulhos |
| LATAM Chile            | Santiago du Chili-A.-M.-Benítez |
| LATAM Perú             | Lima-J. Chávez |
| Paranair               | Asuncion-S.-Pettirossi |
| Sky Airline            | Santiago du Chili-A.-M.-Benítez |

Édité  le 25/02/2019  Actualisé le 14/12/2023